# Droga wojewódzka nr 501
Droga wojewódzka nr 501 (DW501) – droga wojewódzka w woj. pomorskim o długości 78 km łącząca Gdańsk przez Przejazdowo z Krynicą Morską. Droga przebiega równoleżnikowo przez 3 powiaty: miasto Gdańsk, gdański i nowodworski. W ciągu drogi znajduje się przeprawa promowa przez Przekop Wisły ze Świbna do Mikoszewa czynna sezonowo od wiosny do jesieni.

## Rozbudowa drogi
22 września 2018 roku oddano do użytku biegnącą w pasie drogowym DW501 ścieżkę rowerową z Przejazdowa do Sobieszewa.
10 listopada 2018 roku na Martwej Wiśle w Sobieszewie otwarto most zwodzony 100-lecia Niepodległości, który zastąpił eksploatowany w tym miejscu przez 45 lat most pontonowy.
W czerwcu i grudniu 2022 roku uruchomiono dwa mosty obrotowe – północny i południowy Jerzego Wilka łączące oba brzegi Przekopu przez Mierzeję Wiślaną.
W latach 2022–2024 kosztem 103 mln zł przy 60% wsparciu z Funduszu Polski Ład zmodernizowano ponad siedemnastokilometrowy odcinek Stegna – Krynica Morska stanowiący 22% długości całej trasy. Prace objęły kompleksową przebudowę jezdni i obiektów inżynierskich.

## Dopuszczalny nacisk na oś
Od 13 marca 2021 roku na drodze dozwolony jest ruch pojazdów o nacisku pojedynczej osi napędowej do 11,5 tony, z wyjątkiem miejsc oznaczonych znakiem zakazu B-19 .

### Do 13 marca 2021 roku
Wcześniej droga wojewódzka nr 501 była objęta ograniczeniami dopuszczalnego nacisku pojedynczej osi:
| Znak  | Nacisk dop. | Lata      | Odcinek                                                                                  |
| ----- | ----------- | --------- | ---------------------------------------------------------------------------------------- |
| DW501 | do 10 ton   | 1990–2005 | Stegna – Sztutowo – Krynica Morska                                                       |
| DW501 | do 10 ton   | 2017–2021 | granica miasta Gdańsk – Przejazdowo 226                                                  |
| DW501 | do 8 ton    | 1990–2021 | - Przejazdowo – Gdańsk – Stegna 502 - Krynica Morska – Piaski (Nowa Karczma)             |
| DW501 | do 8 ton    | do 2021   | - Gdańsk (6 – granica miasta) - Przejazdowo 226 – Krynica Morska – Piaski (Nowa Karczma) |

## Zarządcy drogi
Zarządcą drogi na terenie miasta Gdańsk jest Gdański Zarząd Dróg i Zieleni.
Za drogę na obszarze powiatów gdańskiego i nowodworskiego o łącznej długości 55,018 km odpowiedzialny jest Zarząd Dróg Wojewódzkich w Gdańsku – Rejon DW Gdańsk.

## Miejscowości leżące przy trasie DW501
- Gdańsk
  - Jasień S6E28  S7E77 
  - Ujeścisko-Łostowice
    - Zabornia
    - Ujeścisko

  - Chełm
  - Śródmieście 91
    - Stare Przedmieście
    - Wyspa Spichrzów
    - Dolne Miasto

  - Rudniki 89
- Przejazdowo 226
- Bogatka
- Wiślinka
- Gdańsk
  - Wyspa Sobieszewska
    - Sobieszewo
    - Orle
    - Wieniec
    - Komary
    - Świbno
- Mikoszewo
- Jantar-Leśniczówka
- Jantar
- Junoszyno
- Stegna 502
- Sztutowo
- Kąty Rybackie
- Skowronki
- Krynica Morska
  - Przebrno
  - Krynica Morska – miasto
  - Piaski

## Historia numeracji
Na przestrzeni lat trasa posiadała różne oznaczenia i kategorie/klasyfikacje:

| Lista źródeł |
| --- |
| - Mapa samochodowa Polski, Warszawa: Państwowe Przedsiębiorstwo Wydawnictw Kartograficznych, 1956. Brak numerów stron w książce - Atlas samochodowy Polski, Druk rozpoczęto w kwietniu 1958 r. — ukończono w czerwcu 1958 r., Warszawa: Państwowe Przedsiębiorstwo Wydawnictw Kartograficznych, s. 25, 28. - Mapa samochodowa Polski 1:1 000 , Warszawa: Państwowe Przedsiębiorstwo Wydawnictw Kartograficznych, 1962. Brak numerów stron w książce - Atlas samochodowy Polski 1:500 000. Wyd. IV. Warszawa: Państwowe Przedsiębiorstwo Wydawnictw Kartograficznych, 1965, s. 25, 28. - Mapa samochodowa Polski 1:1 000 , wyd. dziesiąte, Warszawa: Państwowe Przedsiębiorstwo Wydawnictw Kartograficznych, 1971. Brak numerów stron w książce - Mapa samochodowa Polski 1:1 000 , wyd. jedenaste, Warszawa: Państwowe Przedsiębiorstwo Wydawnictw Kartograficznych, 1972. Brak numerów stron w książce - Mapa samochodowa Polski 1:1 000 , wyd. trzecie, Warszawa: Państwowe Przedsiębiorstwo Wydawnictw Kartograficznych, 1975. Brak numerów stron w książce - Samochodowy atlas Polski 1:500 000. Wyd. V. Warszawa: Państwowe Przedsiębiorstwo Wydawnictw Kartograficznych, 1979, s. 26, 29. ISBN 83-7000-017-7. - Samochodowy atlas Polski 1:700 000. Wyd. VI. Warszawa: Państwowe Przedsiębiorstwo Wydawnictw Kartograficznych, 1980, s. 26, 29. - Mapa samochodowa Polski 1:1 500 000, Załącznik do informatora samochodowo-motocyklowego – rocznik XXVIII, Warszawa: Państwowe Przedsiębiorstwo Wydawnictw Kartograficznych, 1983. Brak numerów stron w książce - Samochodowy atlas Polski 1:700 000. Wyd. IX. Warszawa: Państwowe Przedsiębiorstwo Wydawnictw Kartograficznych, 1984, s. 26, 29. - Samochodowy atlas Polski 1:700 000. Wyd. IX. Warszawa: Państwowe Przedsiębiorstwo Wydawnictw Kartograficznych, 1985, s. 26, 29. |

| Lista źródeł |
| --- |
| - Uchwała nr 192 Rady Ministrów z dnia 2 grudnia 1985 r. w sprawie zaliczenia dróg do kategorii dróg krajowych (M.P. z 1986 r. nr 3, poz. 16) - Polska: atlas samochodowy 1:300 000. Wyd. pierwsze. Warszawa: Polskie Przedsiębiorstwo Wydawnictw Kartograficznych, 1992. ISBN 83-7000-080-0. Brak numerów stron w książce - Polska: mapa samochodowa 1:700 000, wyd. 1, Szczecin: Wydawnictwo Kartograficzne KOMPAS, 1996–1997, ISBN 83-904373-2-5. Brak numerów stron w książce - Polska: mapa samochodowa 1:700 000, wyd. II Zmienione i poprawione, Szczecin: Wydawnictwo Kartograficzne KOMPAS, 1997–1998, ISBN 83-904373-3-3. Brak numerów stron w książce - Rozporządzenie Rady Ministrów z dnia 15 grudnia 1998 r. w sprawie ustalenia wykazu dróg krajowych i wojewódzkich. (Dz.U. z 1998 r. nr 160, poz. 1071) - Polska: mapa samochodowa z podziałem administracyjnym 1:700 000, wyd. V Zmienione, poprawione i uaktualnione, Szczecin: Wydawnictwo Kartograficzne KOMPAS, 1999–2000, ISBN 83-904373-7-6. Brak numerów stron w książce - POLSKA Atlas drogowy 1:200 000. Mapy Ścienne Beata Piętka, 2000. Brak numerów stron w książce - Polska: autoatlas 1:300 000, Autoatlas opracowano dla potrzeb Polskiego Koncernu Naftowego ORLEN Spółka Akcyjna, Warszawa: ABW Sp. z o.o., 2001, ISBN 83-915542-0-1. Brak numerów stron w książce - Polska: mapa samochodowa z podziałem administracyjnym 1:700 000, wyd. XII Zmienione, poprawione i uaktualnione, Szczecin: Wydawnictwo Kartograficzne KOMPAS, 2004–2005, ISBN 83-904373-7-6. Brak numerów stron w książce - Polska: mapa samochodowa z podziałem administracyjnym 1:700 000, wyd. XIV Zmienione, poprawione i uaktualnione, Szczecin: Wydawnictwo Kartograficzne KOMPAS, 2005–2006, ISBN 83-904373-7-6. Brak numerów stron w książce - Polska 2016: mapa samochodowa 1:700 000, wyd. XXVII, Dom Wydawniczy PWN, 2016, ISBN 978-83-7705-942-5. Brak numerów stron w książce - Polska 2017: atlas samochodowy 1:200 000 dla profesjonalistów. Wyd. IX. Warszawa: Dom Wydawniczy PWN, 2017. ISBN 978-83-7705-978-4. Brak numerów stron w książce - Polska 2020/2021: mapa samochodowa 1:700 000, Grupa PWN, 2020, ISBN 978-83-65808-36-3. Brak numerów stron w książce |

## Galeria

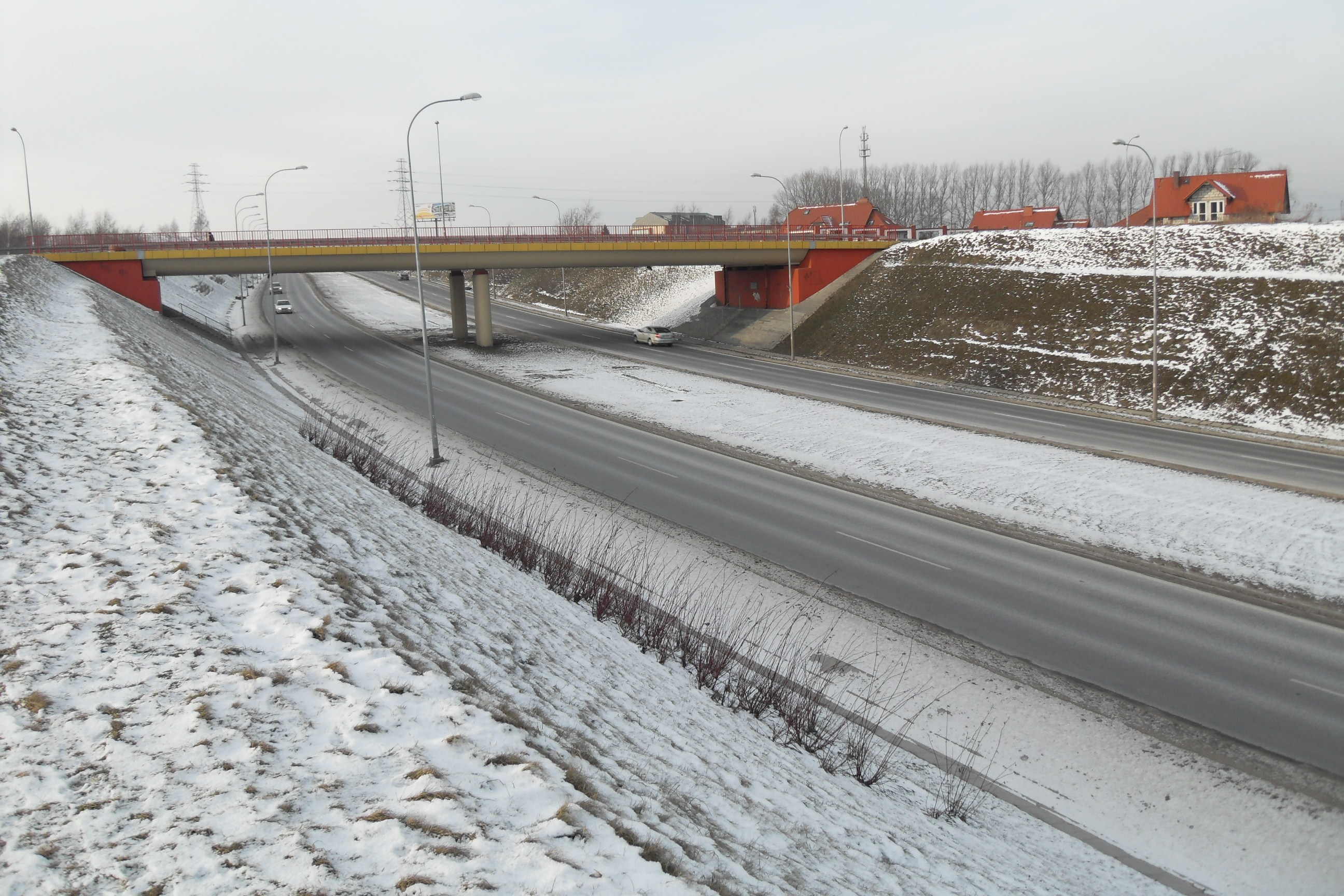
DW501 w Gdańsku – Jasieniu
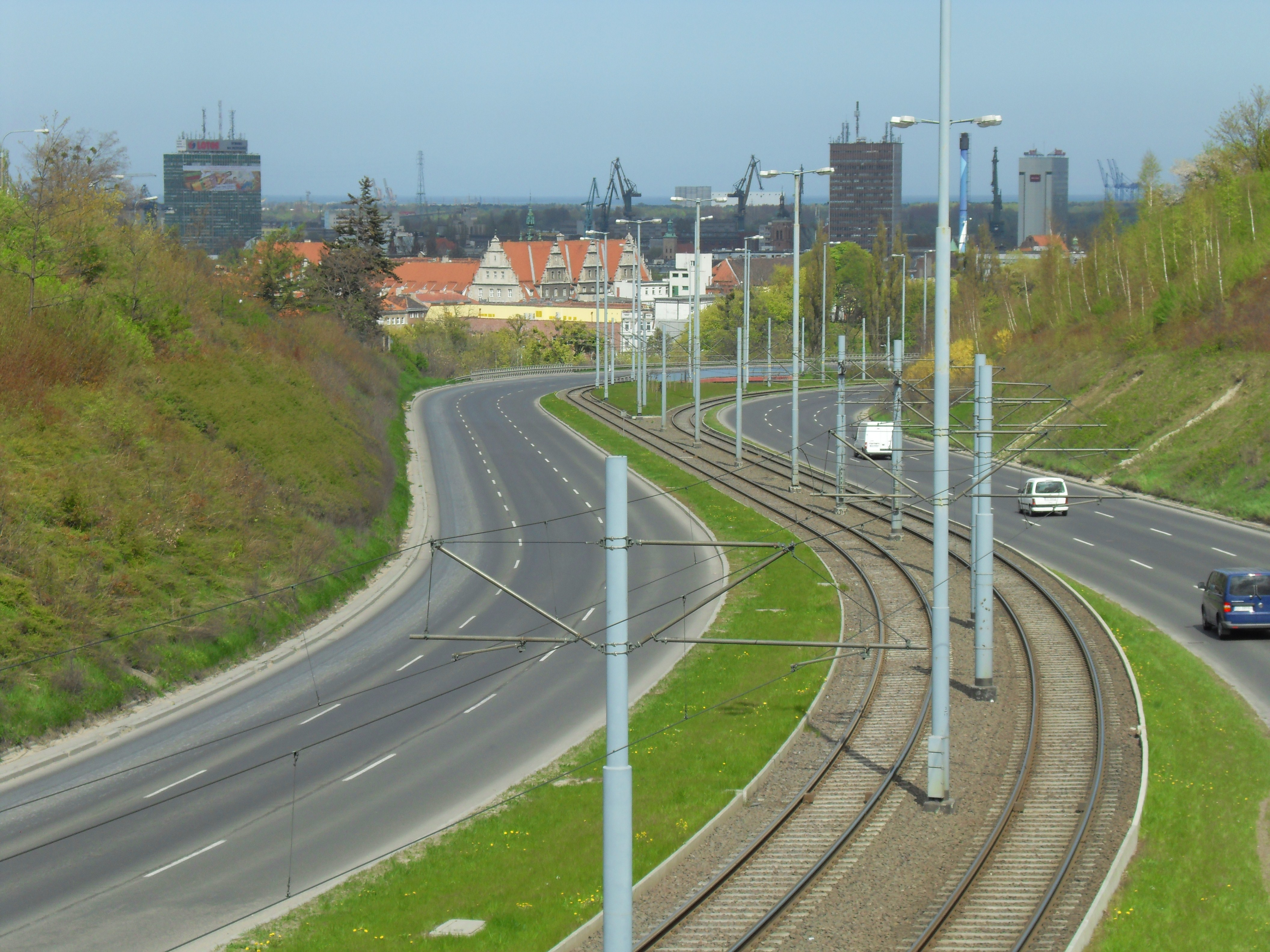
DW501 w Gdańsku – Chełmie
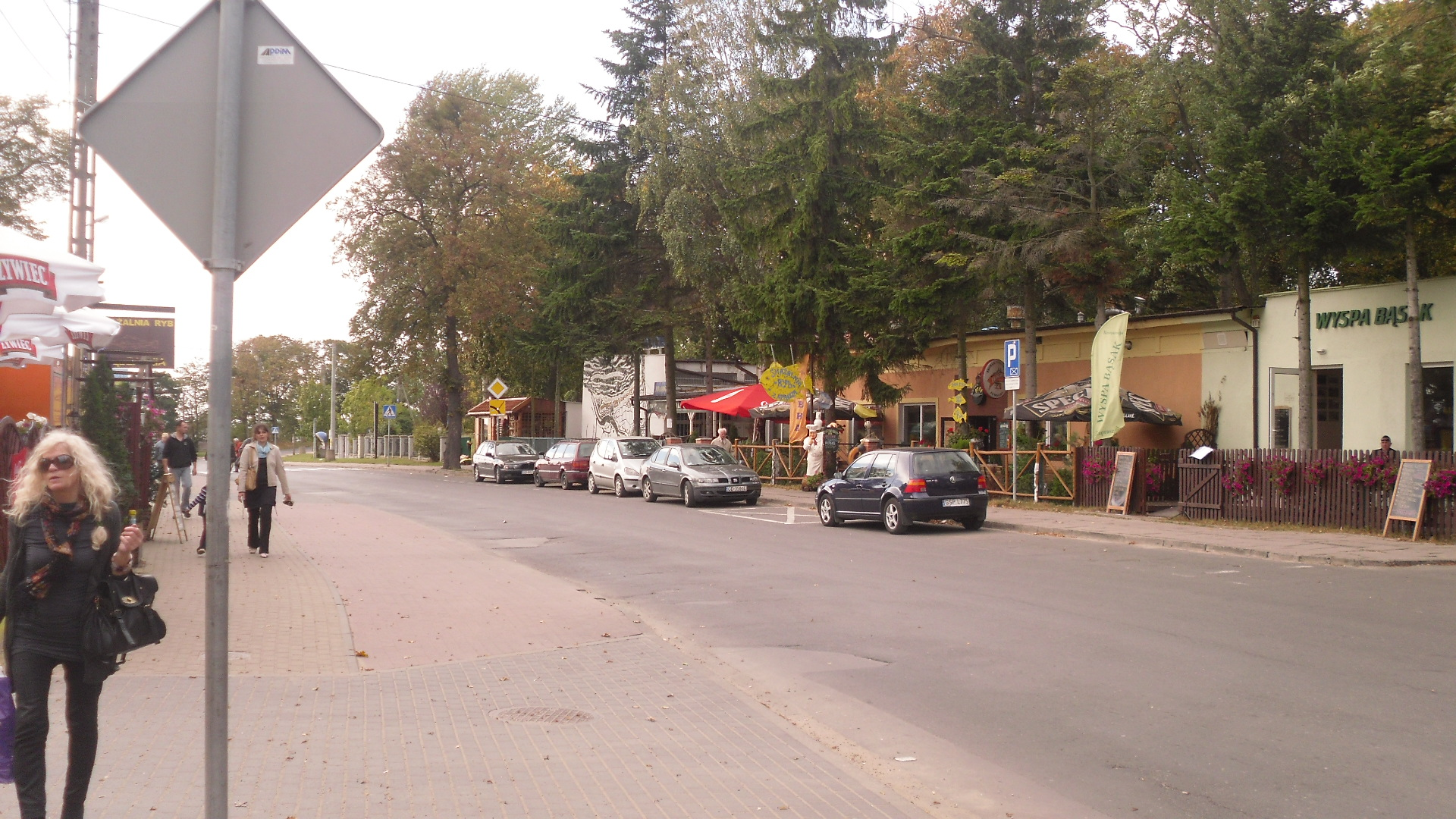
Sobieszewo ul. Turystyczna
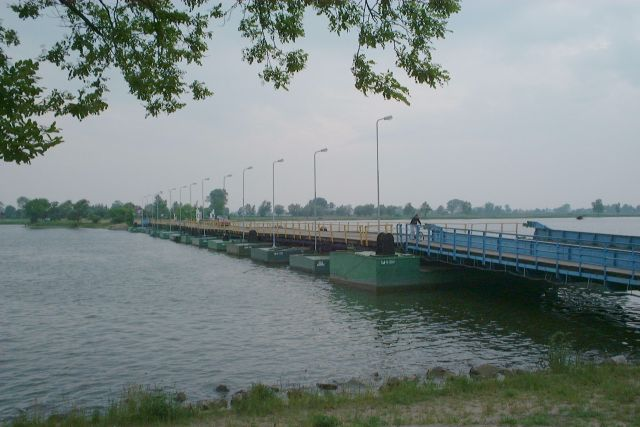
Most Sobieszewski (pontonowy) istniejący w latach 1973–2018
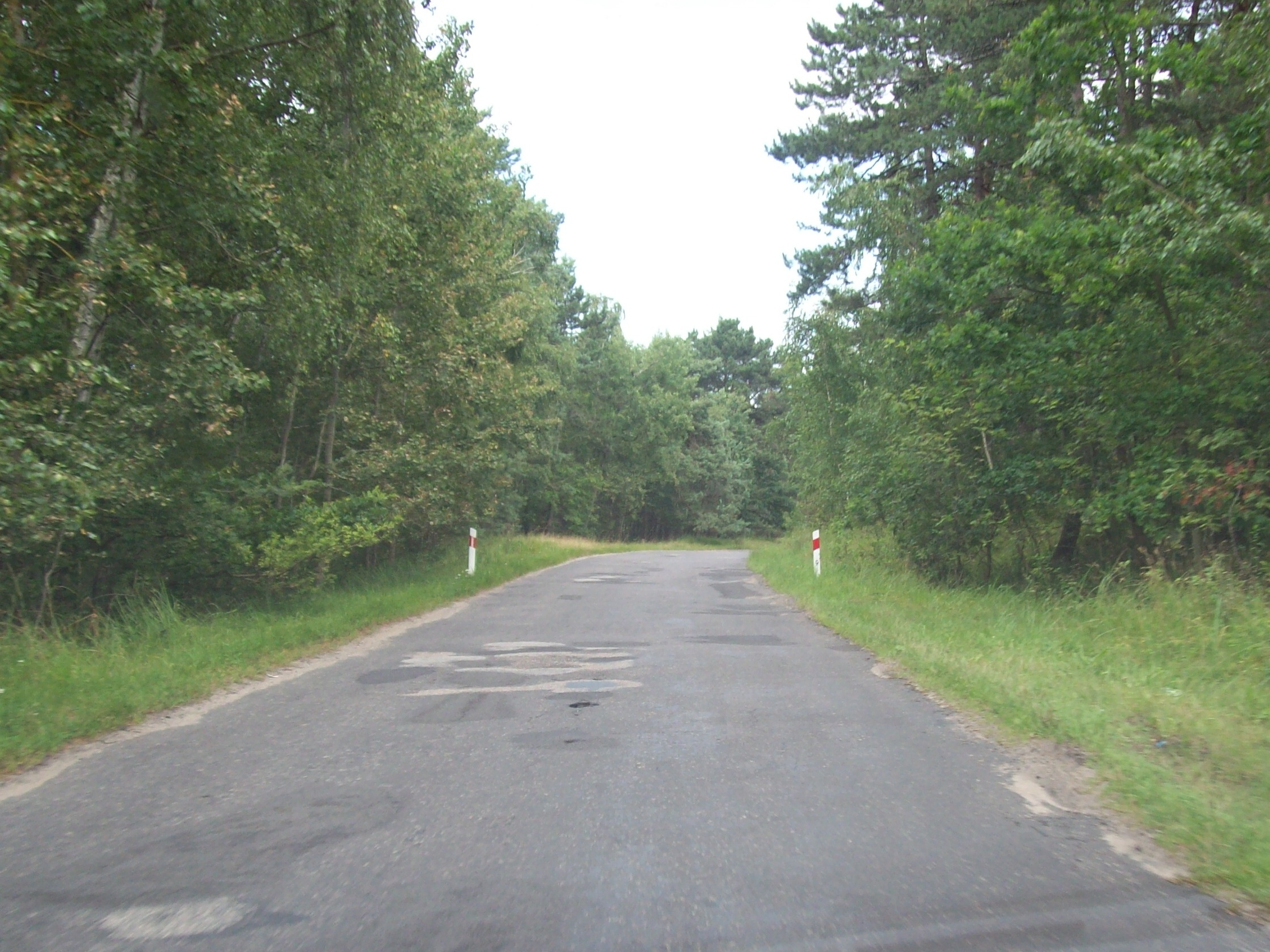
DW501 pomiędzy Krynicą Morską i Piaskami